# Morad Berrada
Pour les articles homonymes, voir Berrada.
Morad Berrada, né le 23 juin 1991 à Montpellier, est un nageur international marocain, issu d'une famille franco-marocaine.
En 2010, il a à son actif deux records du Maroc en nage libre sur le 200 mètres et 400 mètres. Il s'entraine au Nautic club Nîmois avec Nicolas Popovitch et participe au mondiaux 2011 de Shanghai avec la sélection marocaine. Il rate la qualification aux Jeux Olympiques d'été de Londres en 2012 de quelques centièmes sur le 400, 4 nages.